# Reunió per la Cultura i la Democràcia
La Reunió per la Cultura i la Democràcia (Francès: Rassemblement pour la Culture et la Démocratie, RCD) és un partit polític d'Algèria, va ser fundat per Saïd Sadi el 1989.  És un partit radicalment secularista i té la seva principal base de poder a parts de Cabília, una regió amaziga. Hom considera que ocupa la posició d'un partit liberal per a la població amaziga en la política algeriana.
El líder del partit és Saïd Sadi, qui va ser candidat presidencial el 1995, tot obtenint el 9,3% del vot popular. El 1997, el partit va aconseguir 19 dels 390 escons. La RCD va boicotejar les eleccions del 2002. Saïd Sadi va ser un altre cop candidat a les eleccions presidencials del 2004 i va aconseguir un 1.9 per cent dels vots.
El Ral·li per la Cultura i la Democràcia  Va ser candidat presidencial el 1995, obtenint el 9,3 per cent del vot popular.
El RCD va anunciar el 20 de març de 2021 que boicotejaria les eleccions legislatives algerianes de 2021.
En la repressió contra els activistes polítics que va seguir al Hirak, el Ministeri de l'Interior va prohibir al RCD utilitzar les seves instal·lacions per acollir reunions polítiques o d'associació "il·legals". El 10 de gener de 2022, el RCD va anunciar que el seu president, Mohcine Belabbas, havia estat posat sota supervisió judicial pel jutge d'instrucció. El gener de 2022, l'endemà que el Consell d'Estat congelés les activitats del Partit Socialista dels Treballadors (PST), el RCD va declarar que aquesta decisió "no és altra cosa que un qüestionament del pluralisme i l'exercici polític, èxits assolits amb esforç" i denuncia "la implacabilitat administrativa i judicial" que "l'afecta" a ell, així com al seu president, Mohcine Belabbas, considerant que això "signa una deriva autoritària indescriptible i inacceptable".